# Clypeobarbus pleuropholis
Clypeobarbus pleuropholis är en fiskart som först beskrevs av Boulenger, 1899.  Clypeobarbus pleuropholis ingår i släktet Clypeobarbus och familjen karpfiskar. IUCN kategoriserar arten globalt som livskraftig. Inga underarter finns listade i Catalogue of Life.